# Hitachiōmiya
Hitachiōmiya (jap. 常陸大宮市 Hitachiōmiya-shi) – miasto w Japonii, w prefekturze Ibaraki, we wschodniej części wyspy Honsiu. Ma powierzchnię 348,45 km². W 2020 r. mieszkały w nim 39 294 osoby, w 15 630 gospodarstwach domowych  (w 2010 r. 45 177 osób, w 16 082 gospodarstwach domowych).

## Historia
1 kwietnia 1889 roku, wraz z wdrożeniem przepisów miejskich, powstała miejscowość Ōmiya. 31 marca 1955 roku teren miasteczka powiększył się o sąsiednie wioski: Tamagawa, Ōga, Ōba, Kamino, części wsi Shizu (z powiatu) i części wsi Seki (z powiatu Kuji). 1 lipca 1955 roku częś wsi Shiota została włączona do miejscowości Ōmiya. Miasto Hitachiōmiya powstało 16 października 2004 roku w wyniku połączenia Ōmiya z wioskami Miwa i Ogawa (z powiatu Naka), miejscowością Yamagata i wioską Gozenyama (z powiatu Higashiibaraki).

## Populacja
Zmiany w populacji terenu miasta w latach 1950–2020: